# Zia Inayat Khan

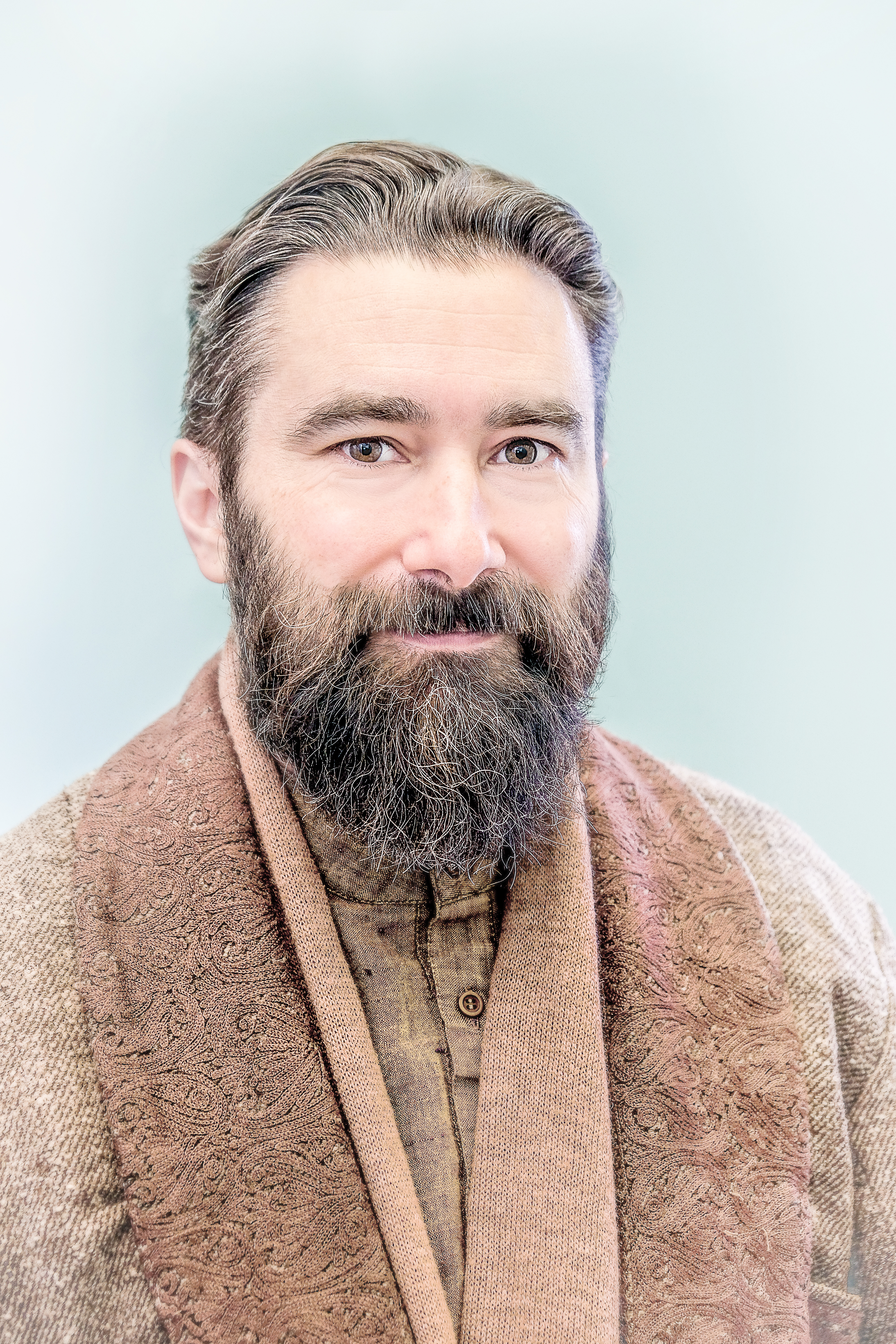
Zia Inayat Khan

Zia Inayat Khan (Novato, Californië, 1971), ook wel genoemd Pir Zia, is voorzitter en spiritueel leider ofwel Pir van de Internationale Soefi Orde.
Hij is de zoon en opvolger van Pir Vilayat Inayat Khan en kleinzoon van Hazrat Inayat Khan. In aanvulling op de interreligieuze mystieke training die hij van zijn vader ontving, studeerde Pir Zia het Soefisme in de klassieke Indiase traditie van de Chisti-orde en Boeddhisme onder auspiciën van de dalai lama, Tenzin Gyatso. Hij brengt de oecumenische, universele leringen van het Soefisme over via verhalen en poëzie, beschouwende perspectieven en meditatie oefeningen. 
Pir Zia Inayat Khan woont samen met zijn vrouw en twee kinderen in de ‘Abode of the Message', een spirituele  leefgemeenschap en retraite centrum in New Lebanon, New York (VS). Zia houdt met enige regelmaat lezingen over het soefisme in Noord-Amerika, Europa en India.

## Boeken
- A Pearl in Wine: Essays on the Life, Music and Sufism of Hazrat Inayat Khan ISBN 0930872703
- Risala
- Chishti Silsila of Pir-o-Murshid Inayat Khan

De laatste twee zijn gepubliceerd door het secretariaat van de Internationale Soefi Beweging.

## Nederlandse vertalingen
- Geestelijke geneeskracht - een mystieke visie op gezond zijn en blijven